# 南丹尼斯 (麻薩諸塞州)
南丹尼斯（英語：South Dennis）是位於美國麻薩諸塞州巴恩斯特布爾縣的一個普查規定居民點。

## 人口
根據2020年美國人口普查的數據，南丹尼斯的面積為12.31平方千米，當中陸地面積為11.79平方千米，而水域面積為0.52平方千米。當地共有人口3899人，而人口密度為每平方千米316.73人。